# Mirna-Brücke
Die Mirna-Brücke liegt zwischen den Anschlussstellen Nova Vas und Višnjan der kroatischen A9 in Istrien. Sie überspannt die Mirna mit ihrem breiten Flusstal. Sie ist über 1,3 km lang und besitzt zwei Fahrspuren. Die Öffnung für den Verkehr fand 2005 statt. Die Brücke ist eine der markantesten Stellen der Autobahn. Die Brücke wurde von Zlatko Šavor entworfen.
Die A9 Umag–Kanfanar wurde im Juni 2011 auf Autobahn-Status erhoben. Diese Erweiterungsarbeiten beinhalteten jedoch keinen Neubau einer parallelen zweiten Fahrbahn. Diese Erweiterung sollte in den Jahren 2013–2015 nachgeholt werden.[veraltet]

## Beschreibung

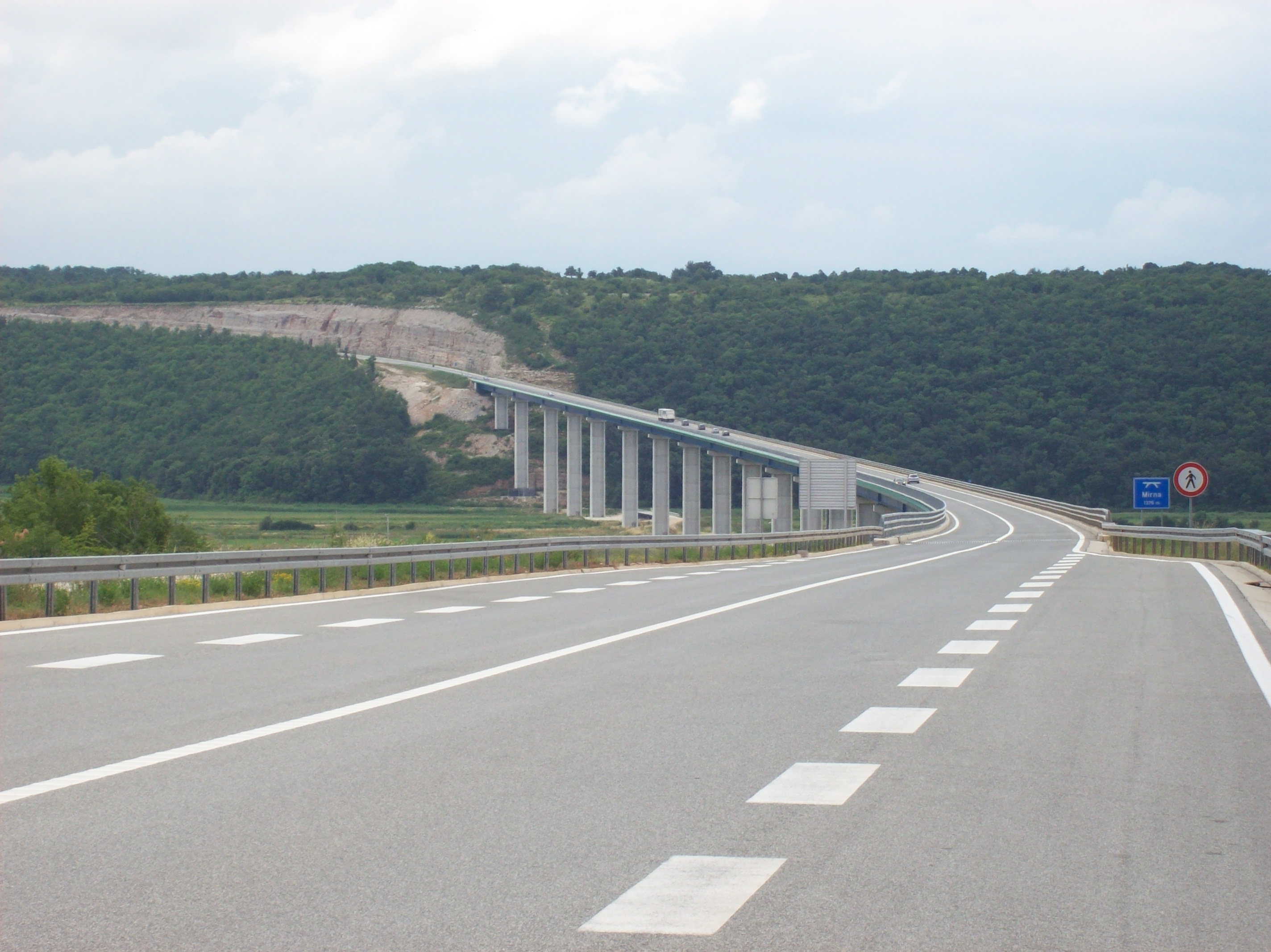
Blick von Norden auf die Mirna-Brücke

Die Brückenstruktur setzt sich aus 22 Bögen zusammen: 1 × 51,07 m, 15 × 66,5 m, 1 × 70,1 m, 2 × 50,01 m, 1 × 61,1 m, 1 × 42,6 m und 1 × 30,5 m.
Das ursprüngliche Design der Brücke ging von Bögen à 66,5 m aus. Die letztlich umgesetzte Gestaltung wurde durch die Bodenbeschaffenheit und die Anordnung von Flussbett und Kanälen unter der Brücke beeinflusst. Da der Untergrund eine äußerst geringe Fundament-Tragkraft aufweist, war eine Reduktion des Gewichts sehr wichtig. Aus diesem Grund hat die Konstruktion zwei gewichtsreduzierende Elemente: Längsstahlträger und Pfeiler mit Kopfbalken in unterschiedlichen Höhen. Letzteres verringert das benötigte Betonvolumen der Pfeiler und somit das Gewicht der Struktur, während die Brücke eine gekrümmte, konkave Oberfläche bekommt.
Da das Tal eine schützenswerte Ackerbaufläche hoher Güte birgt, wurde dies bei der Gestaltung der Pfeilersockel berücksichtigt. Die Höhe der verstärkten Betonpfeiler schwankt zwischen 13,45 m und 40,03 m, und jeder der Pfeiler wird von einem Kopfbalken gekrönt. Die Pfeiler weisen einen I-Querschnitt auf, wobei die Stege entlang der Fahrbahnachse ausgerichtet sind. Die äußeren Pfeiler (P1, P2, P20 und P21) sind als Flachgründungen ausgeführt, während die inneren Pfeiler Rammpfähle besitzen. Der Überbau besteht aus zwei vorgefertigten Längsträgern konstanter Tiefe mit einem Abstand von 550 cm, im Verbund mit Fahrbahnplatte und Querträgern. Von der Struktur her ist der Überbau ein durchgängiger 1354,86 m langer Träger über 22 Bögen, der einer horizontalen und vertikalen Kurve folgt. Der Querschnitt des Überbaus besteht aus zwei massiven Stahlträgern im I-Profil konstanter Tiefe.

## Verkehrsaufkommen

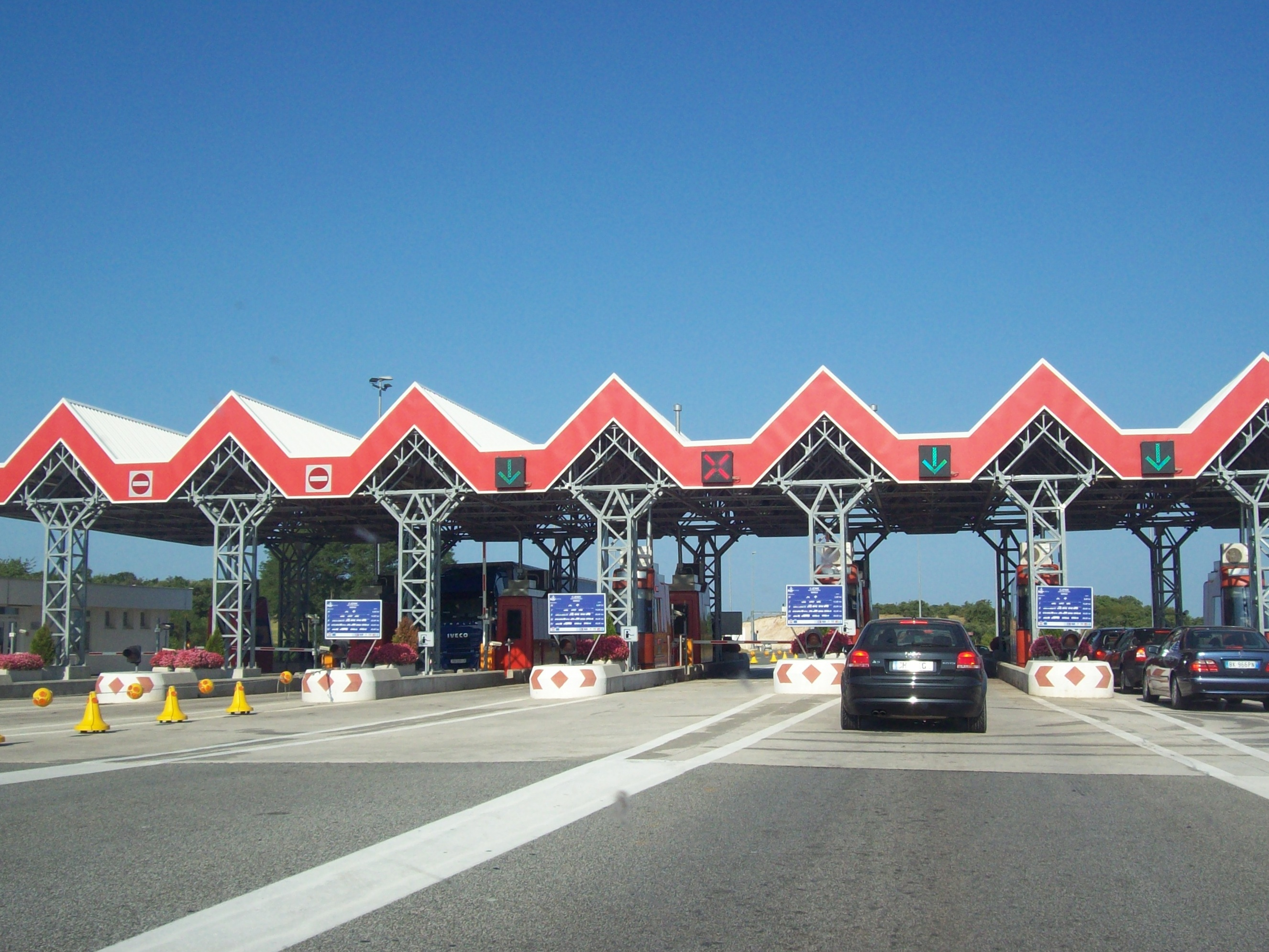
Mautstation der Mirna-Brücke

Es werden regelmäßige Verkehrszählungen durchgeführt von der Bina Istra, dem Betreiber der Brücke und der gesamten A9, und veröffentlicht von Hrvatske ceste. Erhebliche Schwankungen zwischen jährlichem und sommerlichem Verkehrsvolumen sind der Tatsache geschuldet, dass die Brücke auf der Route zu touristischen Zielen Istriens und der Adriaküste liegt. Die Zählung erfolgt auf Basis der verkauften Maut-Tickets.
| Verkehrsvolumen der Mirna-Brücke |                        |      |        |                                                                |
| Straße                           | Zählstelle             | Jahr | Sommer | Anmerkungen                                                    |
| A9                               | 2722 Mautstation Mirna | 4659 | 10.821 | zwischen den Anschlussstellen Nova Vas und Višnjan; Stand 2009 |